# Derkulske, Stanîcino-Luhanske
Derkulske (în ucraineană Деркульське) este un sat în comuna Ciuhînka din raionul Stanîcino-Luhanske, regiunea Luhansk, Ucraina.

## Demografie
Componența lingvistică a localității Derkulske
     Ucraineană (60%)
     Rusă (40%)
Conform recensământului din 2001, majoritatea populației localității Derkulske era vorbitoare de ucraineană (60%), existând în minoritate și vorbitori de rusă (40%).